# Manapouri

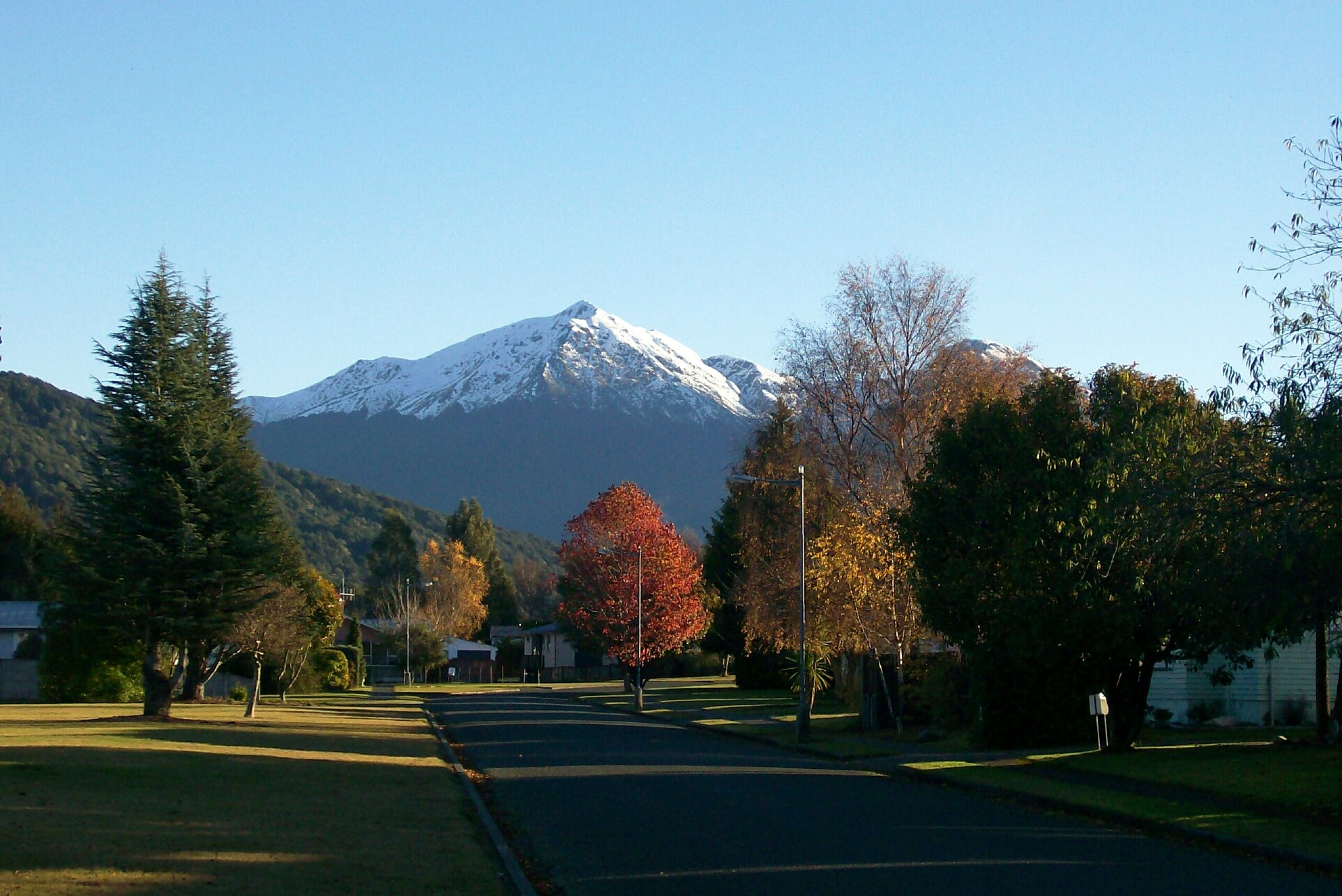
Promenade en voiture à partir de Mararoa

La ville de Manapouri est une petite localité de la région du Southland dans le secteur des Fiordland, dans le coin sud-ouest de l’Île du Sud, de la Nouvelle-Zélande.

## Situation
La ville est localisée à l’angle du Parc national de Fiordland, sur la berge est du lac Manapouri.
Un service de bateaux touristiques est basé dans la ville près de sa sortie au niveau du fleuve Waiau.

## Activités touristiques
Le centre-ville de Manapouri (en anglais 'Manapouri Township)  est à 20 minutes en voiture de la ville et du lac Te Anau.
C’est la porte d’entrée à la fois pour le secteur de Doubtful Sound et Dusky Sound et le point de départ pour de nombreuses promenades à pied sur des chemins de randonnées.
C’est une destination touristique renommée, en particulier durant les mois d’été.
L’imposante centrale hydro-électrique de Manapouri Power Station (en) est située sur le bras ouest du lac Manapouri, dont l’essentiel de la production d’électricité est utilisée par l’usine de la fonderie d’aluminium de Tiwai Point (en).
Le centre-ville de Manapouri est la municipalité la plus à l’ouest (en) de la Nouvelle-Zélande.

## Activités économiques
Les services commerciaux comprennent une station essence/garage, une galerie d’art, des cafés, des magasins, deux restaurants et bars ainsi que des hôtels pour la nuit, un motel et un terrain pour accueillir les mobile-homes.
Il y a plusieurs bateaux d’excursions touristiques basés à Manapouri pour desservir les Sounds du Fiordland pour la promenade et des possibilités de la location de bateaux pour la pèche.
Une excursion prenant comme origine le village de Pearl Harbour emmène les touristes à travers le lac Manapouri pour aller voir les installations souterraines d’hydroélectricité de la centrale hydro-électrique de Manapouri.

## Chemins de Randonnées
Des circuits à la journée sont possibles sous forme de circuits ( chemins cyclables), tels que le  Hope Arm Track, la portion dite Shallow Bay du chemin de randonnées nommé Kepler Track et le Frasers Beach Reserve walkways .

## Chemins Cyclables
Les zones de Supply Bay Road et le Rainbow Reach sont raisonnablement des pistes cyclables (cycle-friendly).
Le Manapouri-Te Anau Cycle trail est actuellement par contre, toujours encore en négociation entre le Doc ou Department of Conservation et le Fiordland Trails Trust (en).

## La pratique du Kayak
L’extrémité est du lac Manapouri est probablement le meilleur terrain d’eau vive de Nouvelle-Zélande pour les  exploration en Kayaks  avec ses 20 îles et de nombreuses criques, plages, lagons, chutes d’eau, huttes, zones de portages et canaux avec la possibilité d’un aller et retour dans la journée à partir du centre-ville de Manapouri.

## Monuments
La ville de Manapouri siège à l’intersection de la State Highway 95/S H 95 (en) et de la «Hillside Road», il y a un monument pour la campagne pour le sauvetage de Manapouri (en), qui marque le premier mouvement de masse pour la défense de l’environnement de l’histoire de la Nouvelle-Zélande.
Un monument naturel, sous la forme du Monument Hill, siège à travers le lac à partir du centre-ville.
Le promontoire aigu dans le paysage, qui est situé sous la chaîne de monts Hunter (en) vers l'ouest du centre-ville de Manapouri, est une destination prisée pour des randonneurs (en), amateurs d'aventures.

## Climat
La ville de Manapouri a un climat océanique (Cfb) sous la classification des climats de Köppen avec des étés doux et hivers modérément froid.